# چاندرایان-۳

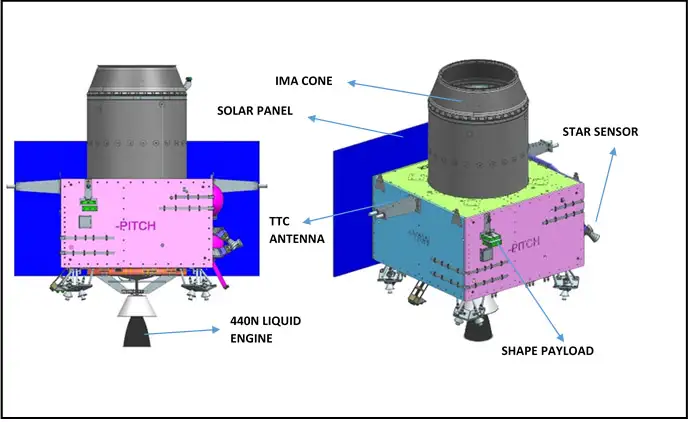
ماژول پیشرانه چاندرایان ۳ که به عنوان ماهوارهٔ مخابراتی عمل خواهد کرد.

چاندرایان-۳ (به انگلیسی: Chandrayaan-3) (candra-yāna , ترجمه واژه‌به‌واژه: "سفینه ماه"؛ </img> ) سومین مأموریت برنامه‌ریزی شدهٔ اکتشافی ماه توسط سازمان تحقیقات فضایی هند (ISRO) است. این فضاپیما مشابه چاندرایان-۲ از یک سطح‌نشین و یک سطح‌نورد تشکیل شده‌است، اما مدارگرد نخواهد داشت. ماژول پیشرانه آن مانند ماهواره مخابراتی عمل خواهد کرد. ماژول پیشرانه سطح‌نشین و سطح‌نورد را تا ۱۰۰ کیلومتری مدار ماه حمل خواهد کرد.
ماژول پیشرانه دارای محموله قطب سنج طیفی سیاره قابل سکونت زمین (SHAPE) برای مطالعه اندازه‌گیری‌های طیفی و قطبی زمین از مدار ماه است. این فضاپیما در ژوئیه ۲۰۲۳ پرتاب شد.
پس از چاندرایان ۲ و درج مداری موفق آن، نقصی در نرم‌افزار هدایت فرود نرم در دقیقه آخر منجر به شکست این مأموریت شده و مأموریت ماه دیگری پیشنهاد شد.

## فرود موفق در قطب جنوب ماه
سفینه چانداریان-3 در روز 23 آگست 2023 با موفقیت روی سطح ماه فرود آمد   در 24 آگست 2023 ماه نورد آن با موفقیت بر روی ماه پیاده شد 